# Chez Morell
Chez Morell war eine Schweizer Heftromanserie von Max Morell. Sie gehörte zu den nur drei nach dem Zweiten Weltkrieg erschienenen Schweizer Heftromanserien mit einem festen Titelhelden. Neben einigen phantastischen Romanen erschienen Detektivgeschichten.

## Die Serie
Die Hauptfiguren dieser Krimiserie waren Detektiv Charles Vanel und dessen Assistent Otto Hilberg. Nur die Hefte 1, 3, 5 und 7 waren eindeutig der Phantastik (Science Fiction) zuzuordnen, wobei 1, 3 und 5 eine Science-Fiction-Trilogie waren. Vanel war ein schweizerischer Meisterdetektiv mit bewegter Vergangenheit, der autobiografische Züge des Autors trug. Die Fälle spielten dabei nicht nur in der Schweiz, sondern in aller Welt. Am Ende der Serie gibt Charles Vanel seine Tätigkeit als Detektiv auf.
Die Figur des Detektivs Paul Vanel zieht sich durch alle Kriminalromane des Autors. Anders als andere Autoren der damaligen Zeit versuchte Max Morell, der Schundheft-Kampagne zu trotzen. So übernahm er nicht nur die Figur seiner Bücher in eine Heftromanserie, sondern veröffentlichte diese auch unter seinem regulären Pseudonym.
Max Reck schrieb insgesamt 21 Bücher und 15 Heftromane. Die Heftromanserie Chez Morell handelte ebenfalls von seinem Detektiv. In der Serie erschienen jedoch auch einige der Science Fiction zuzuordnende Hefte – ein Genre, das in seinen Büchern völlig fehlt.
Band 01–06 waren mit gezeichnetem Cover und Innenillustrationen versehen. Letztere fielen mit dem Wechsel auf Fotocover ab Band 07 weg. Die Hefte erscheinen in derselben Aufmachung wie die Morell-Bücher.

## Erschienene Hefte
| #  | Autor      | Titel                         | Jahr |
| -- | ---------- | ----------------------------- | ---- |
| 01 | Max Morell | Der gelbe Engel               | 1946 |
| 02 | Max Morell | Arsenik                       | 194x |
| 03 | Max Morell | Das Grab auf dem Mond         | 194x |
| 04 | Max Morell | Verbrechen als Wissenschaft   | 194x |
| 05 | Max Morell | Insel der Götter              | 194x |
| 06 | Max Morell | Flucht in den Tod             | 194x |
| 07 | Max Morell | Panel und die weissen Augen   | 194x |
| 08 | Max Morell | Exzentrisches Abenteuer       | 194x |
| 09 | Max Morell | Rätsel im Strand-Hotel        | 194x |
| 10 | Max Morell | Geburtstagsfeier in Villa Pan | 194x |
| 11 | Max Morell | Der Dämon im Blut             | 194x |
| 12 | Max Morell | Drei schwarze Streichhölzer   | 194x |
| 13 | Max Morell | Frauen mit Masken             | 194x |
| 14 | Max Morell | Tödlicher Traum               | 1947 |
| 15 | Max Morell | Letztes Abenteuer             | 1947 |